# Football Club Grosseto Società Sportiva Dilettantistica
O Unione Sportiva Grosseto Football Club é um clube de futebol italiano da cidade de Grosseto que disputa a Serie B. Na temporada 2006-07 conquistou o título do Grupo B da Série C1 e conseguiu pela primeira vez o acesso para a Série B na temporada 2007-08,
na temporada (2014-15) a equipe disputa a Lega Pro.
Fundado em 1912, suas  cores são o branco e o Vermelho (em um primeiro momento a equipe utilizou o branco e o preto). Mada seus jogos no estádio Estádio Carlo Zecchini, construído em 1960 tendo capacidade para 10.200 pessoas.

## Jogadores notáveis
- Mauricio Pinilla

## Elenco atual
Atualizado em 5 de fevereiro de 2021.